# Под Сильвер-Лэйк
«Под Сильвер-Лэйк» (англ. Under the Silver Lake) — нео-нуарный триллер в жанре чёрной комедии режиссёра и сценариста Дэвида Роберта Митчелла. Главные роли исполнили Эндрю Гарфилд, Райли Кио и Тофер Грейс. В центре сюжета — парень по имени Сэм, расследующий странные обстоятельства убийства миллиардера, которые, как он считает, связаны с пропажей его новой соседки.
Мировая премьера фильма состоялась на Каннском кинофестивале в мае 2018 года. Премьера в России состоялась 8 ноября 2018 года.

## Сюжет
Сэм — бесцельно живущий 33-летний парень из Силвер-Лейк, Лос-Анджелес, интересующийся теориями заговора и скрытыми посланиями в популярной культуре и не желающий платить за просроченную аренду. Сэм накуривается и смотрит «Как выйти замуж за миллионера» со своей загадочной новой соседкой Сарой. Когда они начинают целоваться, две соседки Сары прерывают их, и девушка предлагает Сэму прийти на следующий день. Пока они стоят у квартиры Сары, неподалеку взрываются фейерверки. На мгновение Сара кажется парализованной, а затем, затаив дыхание, прощается с Сэмом.
Утром Сэм обнаруживает, что Сара и её соседи по комнате съехали за ночь, и становится одержимым желанием узнать, что произошло. Сэм видит выпуск новостей, в котором подробно рассказывается об обнаружении миллиардера Джефферсона Севенса, сгоревшего заживо в машине с тремя женщинами. Сэм узнаёт шляпу Сары на месте преступления и маленькую собаку, похожую на её, найденную мёртвой.
На протяжении своего путешествия Сэм встречает несколько странных персонажей и переживает множество причудливых событий, все из которых смутно наводят на мысль, что за исчезновением женщин кроется нечто зловещее.
В конце концов Сэм находит место, где в маленькой хижине живут мужчина и три женщины. Пока Сэм держит их на мушке, мужчина открывает правду: на протяжении всей истории богатые люди, такие как он, предпочитали запираться в подземных бункерах, подобно египетским фараонам, чтобы их души «вознеслись» в сопровождении трёх жен в необъяснимый и неземной мир. Сара и её соседки по комнате были жёнами Севенса, а их смерти были инсценированы. Их бункер был запечатан, но с ними всё ещё можно связаться по видеотелефонии. Сэм разговаривает с Сарой, которая подтверждает, что вошла в бункер добровольно. Смирившись со своей участью, она и Сэм прощаются, и Сэм выпивает чай, который ему предложил богач. Чай оказывается одурманивающим, и Сэм попадает в плен к Бездомному Королю, с которым он недавно познакомился во время своего путешествия. Узнав, что богач и три его невесты теперь тоже доставлены в свой индивидуальный бункер, Сэм в конце концов убеждает Бездомного короля отпустить его.
Вернувшись домой, Сэм проводит ночь с соседкой, чей попугай повторяет непонятные слова. С балкона Сэм наблюдает, как хозяин и полицейский входят в его квартиру, чтобы выселить его. Они замечают, что одна из стен его квартиры исписана странным символом, который, как теперь знает Сэм, является посланием от Бездомного Короля с просьбой «не шуметь».

## Актёрский состав
- Эндрю Гарфилд — Сэм
- Райли Кио — Сара, новая соседка Сэма
- Тофер Грейс — мужчина в баре, друг Сэма
- Лора Ли — Мэй
- Заша Мэмет — Трой
- Джимми Симпсон — Аллен
- Патрик Фишлер — фанат комиксов, автор комикса «Под Сильвер-Лэйк», одержим теориями заговора
- Люк Бэйнс — Иисус
- Калли Эрнандес — Миллисент Сэвенс
- Рики Линдхоум — актриса
- Дон МакМанус — последний человек
- Грейс Ван Паттен — девушка из шаров
- Джереми Бобб — автор песен
- Венди Ванден Хеувел — Девушка Птица-Топлесс
- Крис Ганн — Джефферсон Сэвэнс
- Джессика Макинсон — миссис Семенс
- Стефани Мур — брюнетка, соседка по комнате
- Сибонгиле Мламбо — блондинка, соседка по комнате
- Рекс Линн  — менеджер
- Элли Макдональд  — кроткая невеста
- Виктория Бруно  — Клара, Невеста
- Лола Блан  — невеста в очках
- Сидни Суини  — падающая звезда № 2
- Гай Нардулли  — Дверной Страж
- Дэвид Йоу  — бездомный король
- Адам Бартли  — полицейский
- Джун Кэррил  — Шериф
- Саммер Бишил  — бывшая девушка Сэма

## Производство
В мае 2016 года к актёрскому составу присоединились Эндрю Гарфилд и Дакота Джонсон. Майкл Де Лука, Адель Романски, Джек Уэйнер и Крис Бендер были объявлены в качестве продюсеров фильма. В октябре 2016 года к касту фильма присоединились Тофер Грейс и Райли Кио, с Кио в качестве замены Джонсон. В ноябре 2016 года к актёрскому составу присоединились Заша Мэмет, Джимми Симпсон, Патрик Фишлер, Люк Бэйнс, Калли Эрнандес, Рики Линдхоум и Дон МакМанус. Disasterpeace, написавший музыкальное сопровождение к предыдущему фильму Митчелла, «Оно», был назначен композитором. После неоднозначной реакции критиков на фильм во время Каннского кинофестиваля Дэвид Роберт Митчелл решил перемонтировать некоторые сцены, в связи с чем была перенесена дата его выхода в прокат.

### Съёмочный процесс
Съёмки фильма начались 31 октября 2016 года в Лос-Анджелесе. Значительная часть сцен была отснята в каньоне Бронсон.

## Релиз
В мае 2016 года компания A24 приобрела права на дистрибьюторство фильма в США. Мировая премьера фильма состоялась на Каннском кинофестивале в мае 2018 года. Выход фильма в прокат был намечен на 22 июня 2018 года, однако 1 июня было объявлено, что премьера была сдвинута на 7 декабря 2018 года. Фильм также куплен для проката в России компанией «Ракета Релизинг», его премьера состоится 18 октября 2018 года.

## Принятие
На интернет-агрегаторе Rotten Tomatoes фильм имеет рейтинг 56 %, на основе 133 рецензий критиков, со средним баллом 5.8/10. Критический консенсус сайта гласит: «„Под Сильвер-Лэйк“ бьет, гораздо чаще попадает в цель, чем ошибается, и трудно этим не восхищаться, или не втягиваться в амбиции сценариста и режиссёра, Дэвида Роберта Митчелла». Metacritic дал фильму 59 баллов из 100 возможных на основе 15 рецензий, что соответствует статусу «в целом смешанные отзывы».
Джошуа Роткопф из Time Out дал фильму идеальную пятерку в рейтинге, назвав его «гипнотическим, крутящимся и безумно высоким» и заявляя, что «амбиции „Под Сильвер-Лэйк“ стоили того, чтобы их лелеять».
Оуэн Глейберман из Variety дал положительный отзыв, назвав его «фильмом про кроличью нору, одновременно захватывающим и сбивающим с толку, подпитываемым эротической страстью и ужасом, а также пропитанным теорией заговора. Фильм безупречно снят и поставлен с безумно пышным саундтреком».